# Rotonda di Xeuchia
La Chiesa di San Giovanni Battista, comunemente nota come la Rotonda di Xeuchia (in maltese ir-Rotunda tax-Xewkija), è una chiesa cattolica romana che si trova a Xeuchia, sull'isola di Gozo.

## Storia
Il 27 novembre 1678, il vescovo Miguel Jerónimo de Molina elevò Xeuchia allo status di villaggio e la fece diventare la prima parrocchia fuori Rabat.

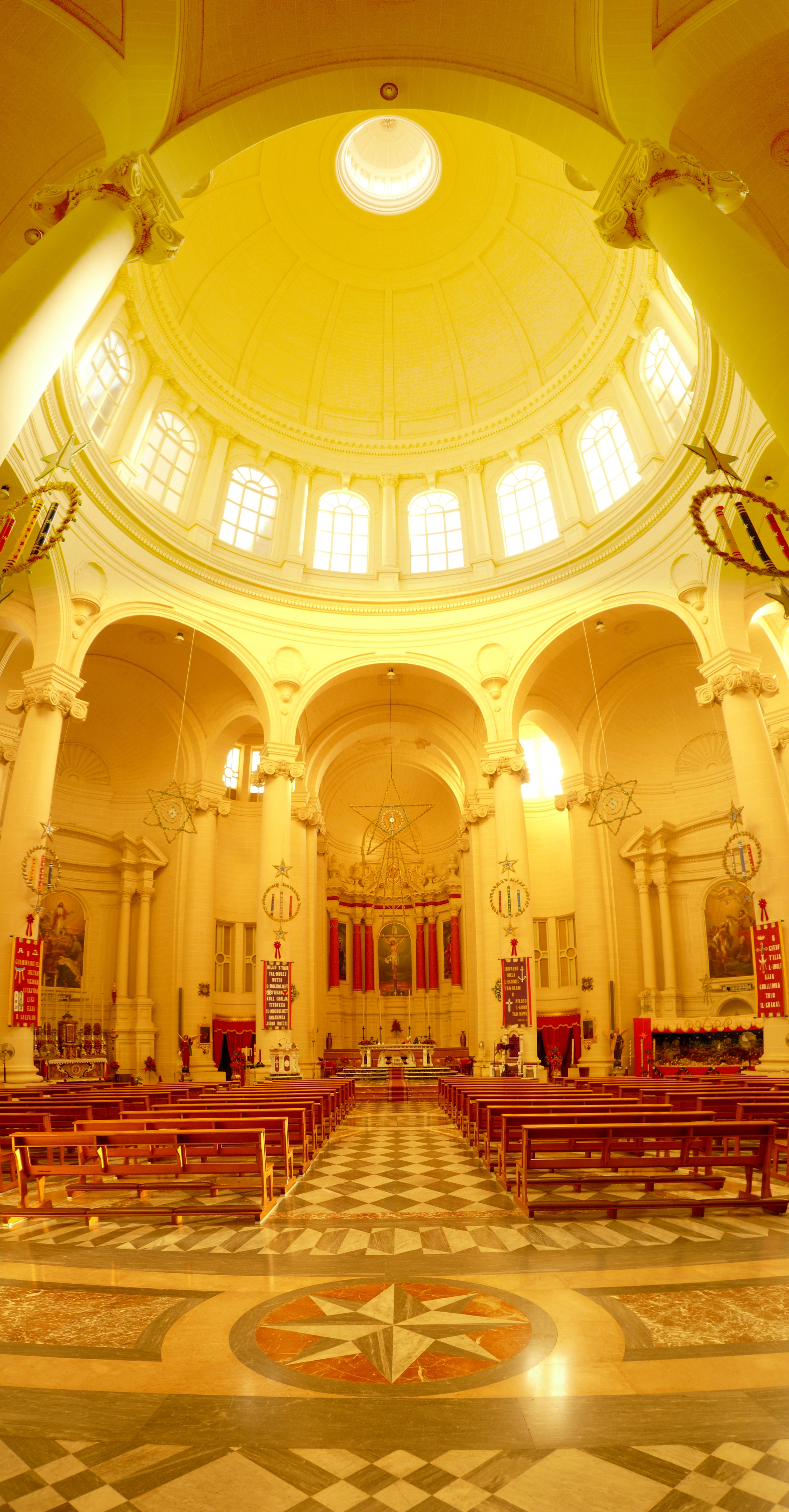
L'interno

I parrocchiani, tradizionalmente rinomati per la loro maestria e le loro abilità costruttive con il calcare maltese, espressero il desiderio di costruire una chiesa più grande. Il 4 maggio 1952 venne quindi posata la prima pietra della Rotonda, che venne costruita attorno alla vecchia chiesa e che venne lasciata al suo posto mentre intorno ad essa si costruiva la Rotonda, permettendo alla popolazione locale di avere un luogo di culto.
La chiesa fu progettata dall'architetto maltese Ġużè Damato e si rifà alla Basilica di Santa Maria della Salute di Venezia. Ha una cupola alta 75 metri, con un diametro interno di 27 metri ed un peso di 45.000 tonnellate. La circonferenza è di 85 metri ed è sostenuta da 8 grandi colonne di cemento ricoperte di pietra, che ne fanno la terza cupola non supportata più alta del mondo ed uno dei punti di riferimento visivi di Gozo.
L'interno è decorato con sculture e dipinti moderni, mentre il pavimento è in marmo di Carrara.
La Rotonda è è stata ufficialmente consacrata il 17 giugno 1978 ed è stata dedicata a San Giovanni Battista.
La chiesa è elencata nell'inventario nazionale dei beni culturali delle isole maltesi.